# جيريمي وير
جيريمي وير هو لاعب كرة قاعدة كندي، ولد في 25 أكتوبر 1975 في أورنجفيل في كندا.

## وصلات خارجية
- جيريمي وير على موقعبيزبول رفرنس.كوم (الدوري الثانوي) (الإنجليزية)
- جيريمي وير على موقع أوليمبيديا (الإنجليزية)